# Батумський страйк і демонстрація (1902)
Батумський страйк і демонстрація 1902 року — революційні виступи батумських робітників у лютому — березні 1902 року. 

## Історія
Приводом до виступу стало звільнення 27 лютого (12 березня) близько 400 робітників нафтоочисного заводу. Вночі проти 8 (21 березня) поліція заарештувала тридцять двох людей. Батумський комітет 8 (21 березня) організував маніфестацію страйкарів. Триста сорок вісім її учасників було заарештовано поліцією. На знак протесту 9 (22 березня) відбулася тисячна політична демонстрація. Під час сутички з військами і поліцією п'ятнадцять людей було вбито, п'ятдесят чотирьох поранено. 12 (5 березня) відбувся похорон полеглих, до якого взяли участь понад п'ять тисяч робітників. Поліція провела масові арешти. Батумський страйк і демонстрація стали передвісниками зростання революційного руху в Закавказзі.